# Nerilla rotifera
Nerilla rotifera är en ringmaskart som först beskrevs av Jean Louis Armand de Quatrefages de Bréau 1866.  Nerilla rotifera ingår i släktet Nerilla och familjen Nerillidae. Arten har ej påträffats i Sverige. Inga underarter finns listade i Catalogue of Life.